# Mạnh Tường Phong
Mạnh Tường Phong (tiếng Trung giản thể: 孟祥锋, bính âm Hán ngữ: Mèng Xiáng Fēng, sinh ngày 17 tháng 12 năm 1964, người Hán) là chính trị gia nước Cộng hòa Nhân dân Trung Hoa. Ông là Ủy viên Ủy ban Trung ương Đảng Cộng sản Trung Quốc khóa XX, khóa XIX, hiện là Phó Chủ nhiệm thường vụ Văn phòng Trung ương Đảng. Ông nguyên là Phó Bí thư thường vụ Ủy ban Công tác cơ quan trực thuộc Trung ương Đảng; Phó Bí thư thường vụ Ủy ban Công tác cơ quan Đảng và Nhà nước; Chủ nhiệm Văn phòng Bảo mật Trung ương kiêm Cục trưởng Cục Bảo mật Quốc gia Trung Quốc.
Mạnh Tường Phong là đảng viên Đảng Cộng sản Trung Quốc, học vị Tiến sĩ Luật học. Ông có sự nghiệp công tác lâu dài ở các cơ quan trung ương của Đảng và Nhà nước Trung Quốc, hoạt động về văn thư, tin tức, báo chí và quản lý công tác.

## Xuất thân và giáo dục
Mạnh Tường Phong sinh ngày 17 tháng 12 năm 1964 tại huyện Bình Hương, địa cấp thị Hình Đài, tỉnh Hà Bắc, Cộng hòa Nhân dân Trung Hoa, lớn lên và tốt nghiệp phổ thông ở quê nhà. Tháng 9 năm 1982, ông thi đỗ đại học, tới thủ phủ Trường Xuân của Cát Lâm để theo học Khoa Luật của Đại học Cát Lâm, tốt nghiệp Cử nhân Lý luận pháp luật vào tháng 7 năm 1986. Trong quá trình học đại học, ông được kết nạp Đảng Cộng sản Trung Quốc vào tháng 1 năm 1986. Sau đó, trong quá trình công tác, ông là nghiên cứu sinh sau đại học dưới hình thực tại chức tại Trường Đảng Trung ương Đảng Cộng sản Trung Quốc, nhận bằng Thạc sĩ Luật học, rồi bảo vệ thành công luận án tiến sĩ đề tài "Lý thuyết khống chế quyền lực của pháp luật —— Vận hành quyền lực" (法律控权论 ——权力运行的法律控制) được hướng dẫn bởi Giáo sư Thạch Thiếu Hiệp, trở thành Tiến sĩ Luật học từ năm 2007.

## Sự nghiệp

### Thời kỳ đầu
Tháng 8 năm 1986, sau khi tốt nghiệp đại học, Mạnh Tường Phong bắt đầu sự nghiệp của mình khi được tuyển dụng làm cán bộ Cục Văn vật Quốc gia của Bộ Văn hóa (nay là Bộ Văn hóa và Du lịch Trung Quốc). Giai đoạn đầu, ông công tác ở cơ quan này, sau đó chuyển sang Ủy ban Kiểm tra Kỷ luật Trung ương Đảng Cộng sản Trung Quốc, là cán bộ, Phó Chủ nhiệm ban cán sự của Phòng nghiên cứu thuộc, cán bộ của Báo Kiểm Kỷ và Giám sát Trung Quốc (中国纪检监察报) cấp chính khoa. Sau đó, ông được thăng chức làm Phó Chủ nhiệm Phòng Tin tức, rồi Chủ nhiệm Phòng Tác giả, Trợ lý Tổng Biên tập, cấp chính xứ, huyện, thực hiện các công việc về biên tập, quản lý biên tập, tin tức về hoạt động kiểm tra và kỷ luật của Trung Quốc. Những năm 2000, ông được điều sang Bộ Giám sát (nay là Ủy ban Giám sát Nhà nước), nhậm chức Phó Chủ nhiệm Phòng Kiểm Kỷ và Giám sát thứ tư, đồng thời là Phó Tổng biên tập Báo Kiểm Kỷ và Giám sát Trung Quốc, được thăng chức là Tổng biên tập năm 2005.
Tháng 4 năm 2007, Mạnh Tường Phong được Bộ Tổ chức điều chuyển về công tác ở địa phương ở tỉnh Chiết Giang, bắt đầu giai đoạn mới với vị trí Thường vụ Thành ủy Hàng Châu, cấp chính sảnh, địa. Tháng 5 năm 2008, ông được chuyển tới tỉnh Liêu Ninh, nhậm chức Phó Bí thư Ủy ban Kiểm tra Kỷ luật Tỉnh ủy Liêu Ninh, sau đó kiêm nhiệm là Sảnh trưởng Sảnh Giám sát Chính phủ tỉnh Liêu Ninh từ tháng 11 năm 2011.

### Trung ương
Tháng 3 năm 2013, Mạnh Tường Phong được điều chuyển trở lại Trung ương, được bổ nhiệm làm Chủ nhiệm Văn phòng Bảo mật Trung ương kiêm Cục trưởng Cục Bảo mật Quốc gia, cấp phó bộ, tỉnh. Tháng 5 năm 2014, ông nhậm chức Phó Chủ nhiệm Văn phòng Trung ương Đảng Cộng sản Trung Quốc, chuyển sang giữ chức Phó Bí thư thường vụ Ủy ban Công tác cơ quan trực thuộc Trung ương, cấp chính bộ từ tháng 4 năm 2017. Tháng 10 năm 2017, ông tham gia đại hội đại biểu toàn quốc, được bầu làm Ủy viên Ủy ban Trung ương Đảng Cộng sản Trung Quốc khóa XIX tại Đại hội Đảng Cộng sản Trung Quốc lần thứ 19. Sau đó, ông là Phó Bí thư Ủy ban Công tác cơ quan Đảng và Nhà nước Trung Quốc; đến tháng 10 năm 2020, ông được điều trở lại Văn phòng Trung ương, giữ chức Phó Chủ nhiệm thường trực, phối hợp công tác với Chủ nhiệm Đinh Tiết Tường. Cuối năm 2022, ông tham gia Đại hội Đảng Cộng sản Trung Quốc lần thứ XX từ đoàn đại biểu khối cơ quan trung ương Đảng và Nhà nước. Trong quá trình bầu cử tại đại hội, ông tái đắc cử là Ủy viên Ủy ban Trung ương Đảng Cộng sản Trung Quốc khóa XX.